# Екали (Јањина)
Екали (грч. Εκάλη) је бивша општина у Јањинском округу, у Епиру, Грчка. Од реформе локалне самоуправе из 2011. године, део је општине Зица, од којих је општинска јединица. Општинска јединица заузима површину 49.181 км2. Према попису становништва из 2011. године, било је 1541 становника. Седиште општине је у Метаморфоси.